# 矮垂头菊
矮垂头菊（学名：Cremanthodium humile）为菊科垂头菊属的植物，是中国的特有植物。分布于中国大陆的甘肃、云南、西藏、青海等地，生长于海拔3,500米至5,300米的地区，常生长在高山流石滩，目前尚未由人工引种栽培。

## 异名
- Cremanthodium humile Maxim. var. eligulatum S. W. Lin